# Pitassa
Pitassa era un regne de la part occidental d'Anatòlia, al nord de la clàssica Psídia i proper als territoris hitites. No se sap gairebé res d'aquest territori, però els erudits estan d'acord que cal situar-lo a l'oest o nord-oest del llac de la Sal i al nord de la plana de Konya i els turcs consideren el nom un antecedent de Psídia.
Madduwattas d'Arzawa el va conquerir a la primera meitat del segle xiv aC però cap al 1330 aC ja tornava a estar dominat pels hitites. Després de la conquesta hitita d'Arzawa, es va unir a la revolta del regne de Masa i el regne de Mira i Kuwaliya, però els hitites el van tornar a sotmetre abans del final del segle encara sota Mursilis II.
Sota Hattusilis III és esmentada com a terra de frontera amb el regne de Tarhuntasa.